# 恋のぼんちシート
「恋のぼんちシート」（こいのぼんちシート、LOVE IS THE BONCHISEET）は、ザ・ぼんちのデビューシングル。1981年1月1日発売。発売元はフォーライフ・レコード（現：フォーライフミュージックエンタテイメント）

## 概要
オリコン初登場で第2位、80万枚のセールスを記録。「ザ・ベストテン」にも出演。
作詞・作曲は近田春夫、編曲は鈴木慶一。鈴木率いるムーンライダースが演奏。
ジャケット写真のデザインは2種類存在。ファースト・プレスは雑誌「MEN'S CLUB」を真似て「BONCHI CLUB」としており、記事の内容風に本楽曲の歌詞の概要を記している。セカンド・プレスは、そのようなパロディの印字はされていない簡素なもの。
タイトルの由来は、ジューシィ・フルーツが1980年にリリースしたセカンドシングル「なみだ涙のカフェテラス」のc/w曲「恋はベンチシート」を捩った。こちらの作品も近田が作詞をしている。
近田は、本曲を作曲する際にダーツの「ダディ・クール」を参考にした。その後、機会があってダーツのメンバーに「恋のぼんちシート」を聴かせたところ、全然問題ないという答えが返ってきた。近田はお礼として単身ロンドンに足を運び、ダーツに曲を提供した。
近田自ら、自身の作詞家・作曲家としての最大のヒット曲であると自認している。
ザ・ぼんちが漫才のネタにしていた、『アフタヌーンショー』（テレビ朝日）での川崎敬三と山本耕一とのやりとりのパロディの一部が歌詞の中にある。
ザ・ぼんちが所属した吉本興業は発売当時、このレコードが売れるとは思わず、フォーライフから30万円で原盤権を買い取る商談を断ったという。
2006年4月5日に発売されたぼんちおさむのソロ・アルバム『Fall in Love』（よしもとアール・アンド・シー／YRCN-11075）では、おさむのセルフ・カヴァーによるCLUBバージョンとDISCOバージョンが収録されている。

## 収録曲
全曲　作詞・作曲：近田春夫、編曲：鈴木慶一
1. 恋のぼんちシート
2. オーバーチュア・海